# Arkhangelsk
Arkhangelsk (tiếng Nga: Архангельск) là thành phố - trung tâm hành chính của tỉnh Arkhangelsk thuộc vùng liên bang Tây Bắc của Nga.
Thành phố này nằm bên hai bờ của sông Bắc Dvina gần lối ra Biển Trắng ở phần phía bắc châu Âu. Các quận của thành phố trải dài trên 40 km (25 dặm) dọc theo bờ sông và nhiều hòn đảo của vùng đồng bằng. Arkhangelsk là cảng biển chính của nước Nga thời Trung cổ. Tại đây có sân bay Talagi và sân bay nhỏ hơn Vaskovo. Thành phố này nằm ở đoạn cuối tuyến đường sắt dài 1133 km (704 mi), kết nối nó với Moskva thông qua Vologda và Yaroslavl. Thành phố phát triển thành công và cho đến khi thành lập St. Petersburg là cảng biển quan trọng nhất của Nga. Ngay cả sau đó, tuy nhiên, sự phát triển của nó đã không chấm dứt. Ngày 15 tháng 10 năm 1917, chuyến vận chuyển đầu tiên của Quân đoàn Tiệp Khắc khởi hành từ Archangelsko, hướng đến chiến trường Pháp trong Thế chiến I. Từ năm 1916 đến năm 2004, thành phố vận hành dịch vụ xe điện cực bắc trên thế giới. Dân số: 356.051 (điều tra dân số 2002).

## Khí hậu
| Dữ liệu khí hậu của Arkhangelsk         | Dữ liệu khí hậu của Arkhangelsk | Dữ liệu khí hậu của Arkhangelsk | Dữ liệu khí hậu của Arkhangelsk | Dữ liệu khí hậu của Arkhangelsk | Dữ liệu khí hậu của Arkhangelsk | Dữ liệu khí hậu của Arkhangelsk | Dữ liệu khí hậu của Arkhangelsk | Dữ liệu khí hậu của Arkhangelsk | Dữ liệu khí hậu của Arkhangelsk | Dữ liệu khí hậu của Arkhangelsk | Dữ liệu khí hậu của Arkhangelsk | Dữ liệu khí hậu của Arkhangelsk | Dữ liệu khí hậu của Arkhangelsk |
| Tháng                                   | 1                               | 2                               | 3                               | 4                               | 5                               | 6                               | 7                               | 8                               | 9                               | 10                              | 11                              | 12                              | Năm                             |
| --------------------------------------- | ------------------------------- | ------------------------------- | ------------------------------- | ------------------------------- | ------------------------------- | ------------------------------- | ------------------------------- | ------------------------------- | ------------------------------- | ------------------------------- | ------------------------------- | ------------------------------- | ------------------------------- |
| Cao kỉ lục °C (°F)                      | 5.0 (41.0)                      | 5.2 (41.4)                      | 12.1 (53.8)                     | 25.3 (77.5)                     | 31.7 (89.1)                     | 33.0 (91.4)                     | 34.4 (93.9)                     | 33.4 (92.1)                     | 27.7 (81.9)                     | 18.3 (64.9)                     | 10.0 (50.0)                     | 5.8 (42.4)                      | 34.4 (93.9)                     |
| Trung bình ngày tối đa °C (°F)          | −9.2 (15.4)                     | −7.7 (18.1)                     | −1.2 (29.8)                     | 5.4 (41.7)                      | 12.5 (54.5)                     | 18.7 (65.7)                     | 21.8 (71.2)                     | 18.0 (64.4)                     | 12.2 (54.0)                     | 4.8 (40.6)                      | −2.5 (27.5)                     | −6.4 (20.5)                     | 5.5 (41.9)                      |
| Trung bình ngày °C (°F)                 | −12.7 (9.1)                     | −11.4 (11.5)                    | −5.5 (22.1)                     | 0.4 (32.7)                      | 6.9 (44.4)                      | 13.0 (55.4)                     | 16.3 (61.3)                     | 13.1 (55.6)                     | 8.2 (46.8)                      | 2.3 (36.1)                      | −5.1 (22.8)                     | −9.8 (14.4)                     | 1.3 (34.3)                      |
| Tối thiểu trung bình ngày °C (°F)       | −16.5 (2.3)                     | −15.2 (4.6)                     | −9.4 (15.1)                     | −3.9 (25.0)                     | 2.2 (36.0)                      | 7.7 (45.9)                      | 11.3 (52.3)                     | 8.9 (48.0)                      | 5.1 (41.2)                      | 0.1 (32.2)                      | −7.7 (18.1)                     | −13.4 (7.9)                     | −2.6 (27.3)                     |
| Thấp kỉ lục °C (°F)                     | −45.2 (−49.4)                   | −41.2 (−42.2)                   | −37.1 (−34.8)                   | −27.3 (−17.1)                   | −13.7 (7.3)                     | −3.9 (25.0)                     | −0.5 (31.1)                     | −4.1 (24.6)                     | −7.5 (18.5)                     | −21.1 (−6.0)                    | −36.5 (−33.7)                   | −43.2 (−45.8)                   | −45.2 (−49.4)                   |
| Lượng Giáng thủy trung bình mm (inches) | 38 (1.5)                        | 29 (1.1)                        | 30 (1.2)                        | 30 (1.2)                        | 49 (1.9)                        | 61 (2.4)                        | 73 (2.9)                        | 70 (2.8)                        | 61 (2.4)                        | 66 (2.6)                        | 53 (2.1)                        | 46 (1.8)                        | 606 (23.9)                      |
| Số ngày mưa trung bình                  | 2                               | 2                               | 4                               | 10                              | 17                              | 17                              | 18                              | 19                              | 22                              | 19                              | 9                               | 4                               | 143                             |
| Số ngày tuyết rơi trung bình            | 27                              | 26                              | 23                              | 13                              | 6                               | 1                               | 0                               | 0.03                            | 1                               | 13                              | 25                              | 28                              | 163                             |
| Độ ẩm tương đối trung bình (%)          | 85                              | 84                              | 80                              | 72                              | 68                              | 69                              | 75                              | 81                              | 85                              | 88                              | 89                              | 87                              | 80                              |
| Số giờ nắng trung bình tháng            | 13                              | 56                              | 117                             | 193                             | 262                             | 298                             | 301                             | 203                             | 116                             | 59                              | 19                              | 6                               | 1.643                           |
| Nguồn 1: Pogoda.ru.net                  |                                 |                                 |                                 |                                 |                                 |                                 |                                 |                                 |                                 |                                 |                                 |                                 |                                 |
| Nguồn 2: NOAA (nắng, 1961–1990)         |                                 |                                 |                                 |                                 |                                 |                                 |                                 |                                 |                                 |                                 |                                 |                                 |                                 |

## Liên kết
- Satellite image of Arkhangelsk at Google Maps
- Satellite image of Arkhangelsk at Google Earth
- (tiếng Nga) Official web site of Arkhangelsk City Administration
- (tiếng Nga) Arhcity.ru Lưu trữ 2010-11-19 tại Wayback Machine
- (tiếng Nga) visitarkhangelsk.ru Lưu trữ 2007-10-28 tại Wayback Machine
- (tiếng Anh) Arkhangelsk Tourist Site(ngày 25 tháng 10 năm 2009) - run personally by Violetta Moreva
- (tiếng Nga) Visitarkhangelsk.ru Lưu trữ 2007-02-24 tại Wayback Machine forum for information about Arkhangelsk.
- (tiếng Nga) Pomorsu.ru Lưu trữ 2012-02-19 tại Wayback Machine
- (tiếng Nga) Arkhangelsk State Technical University Lưu trữ 2010-02-09 tại Wayback Machine
- (tiếng Nga) Northern State Medical University Lưu trữ 2012-04-15 tại Wayback Machine
- (tiếng Nga) Aokm.ru
- (tiếng Nga) Arhangelsk news Lưu trữ 2010-12-21 tại Wayback Machine
- (tiếng Nga) Arkhangelsk Oblast Museum of Fine Arts
- Arkhangelsk community at LiveJournal
- (tiếng Nga) Narod.ru

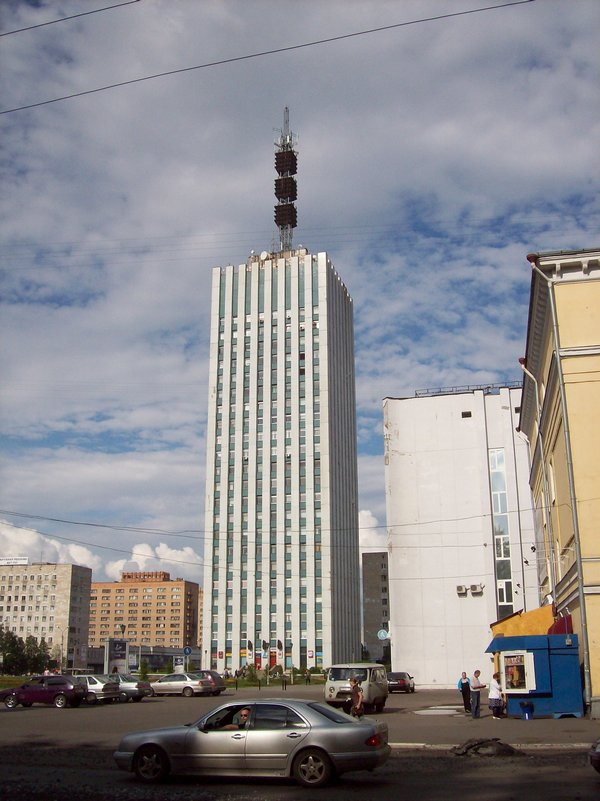
24-story building in Arkhangelsk
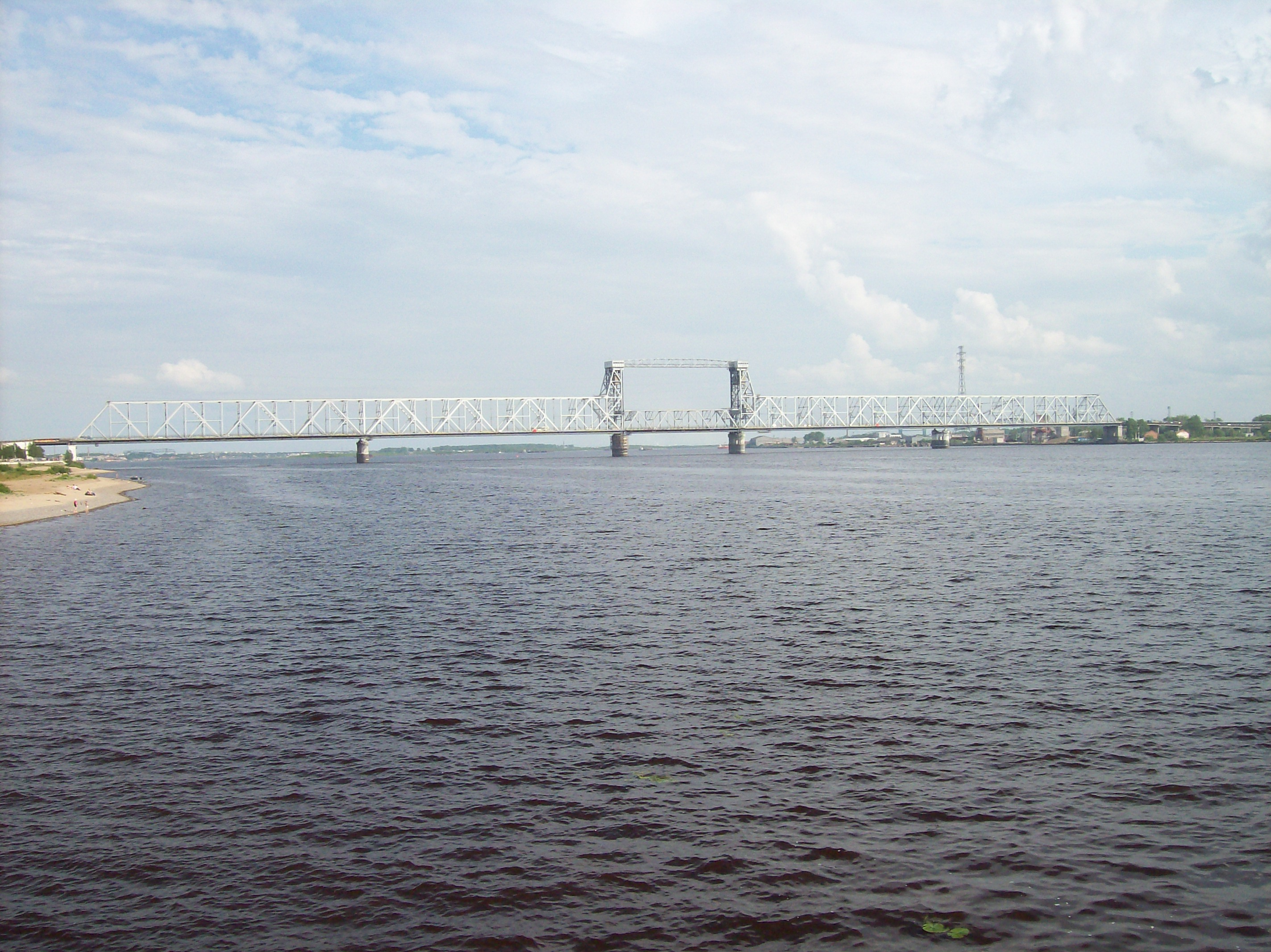
Bridge across the Dvina River
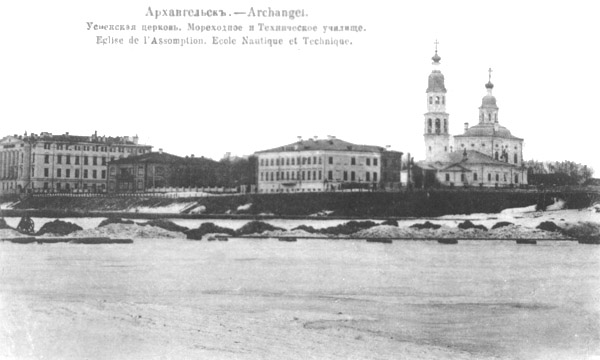
Assumption Church (1742–44)
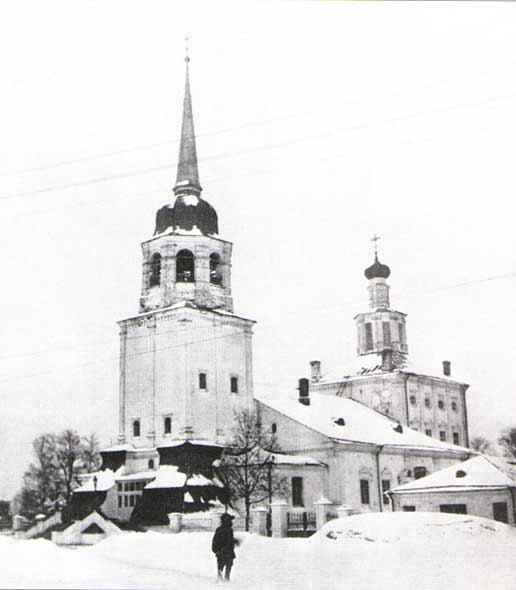
Naval Cathedral (1760–76)
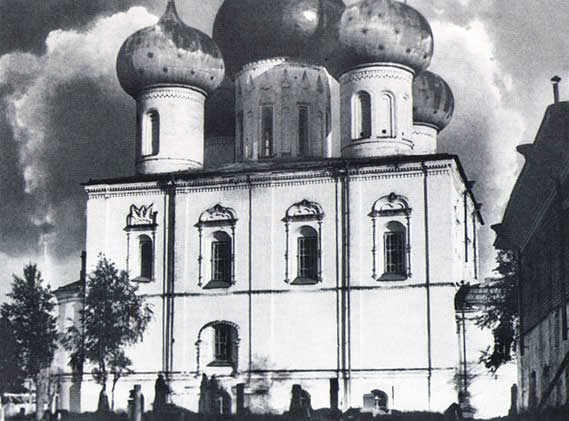
The Archangel Monastery (1685–99)
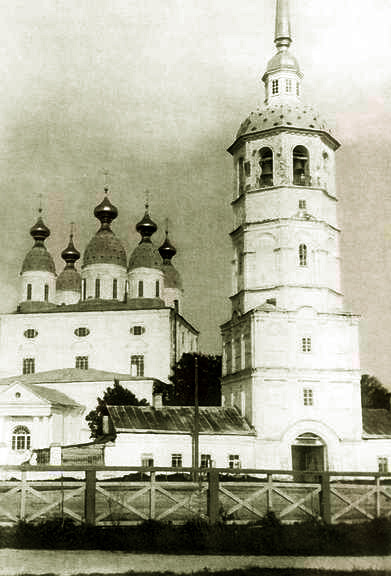
The Trinity Cathedral (1709–65)
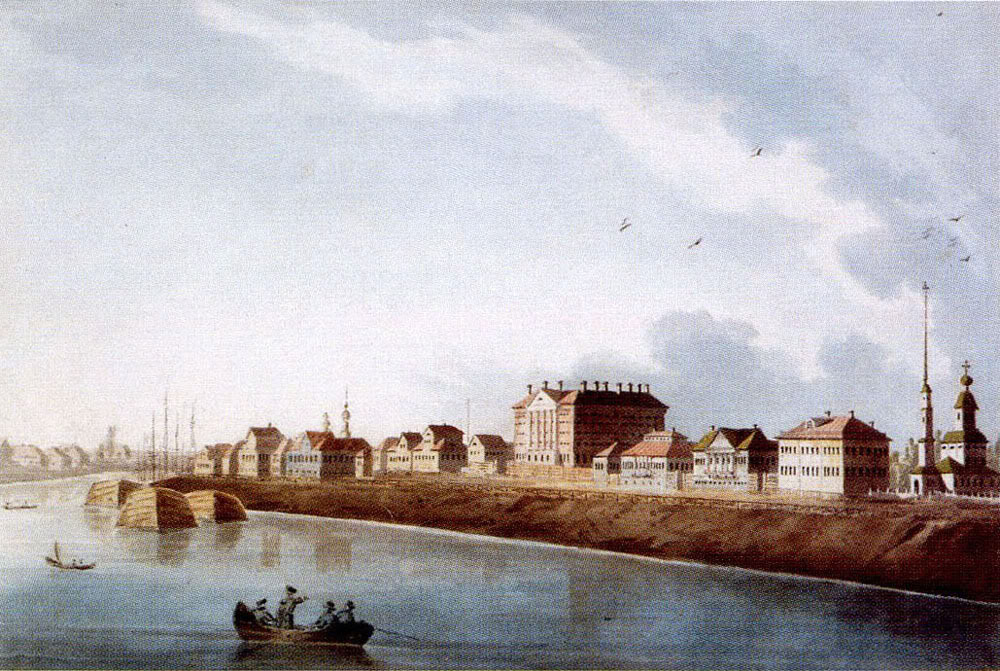
View of Arkhangelsk Quay in 1826
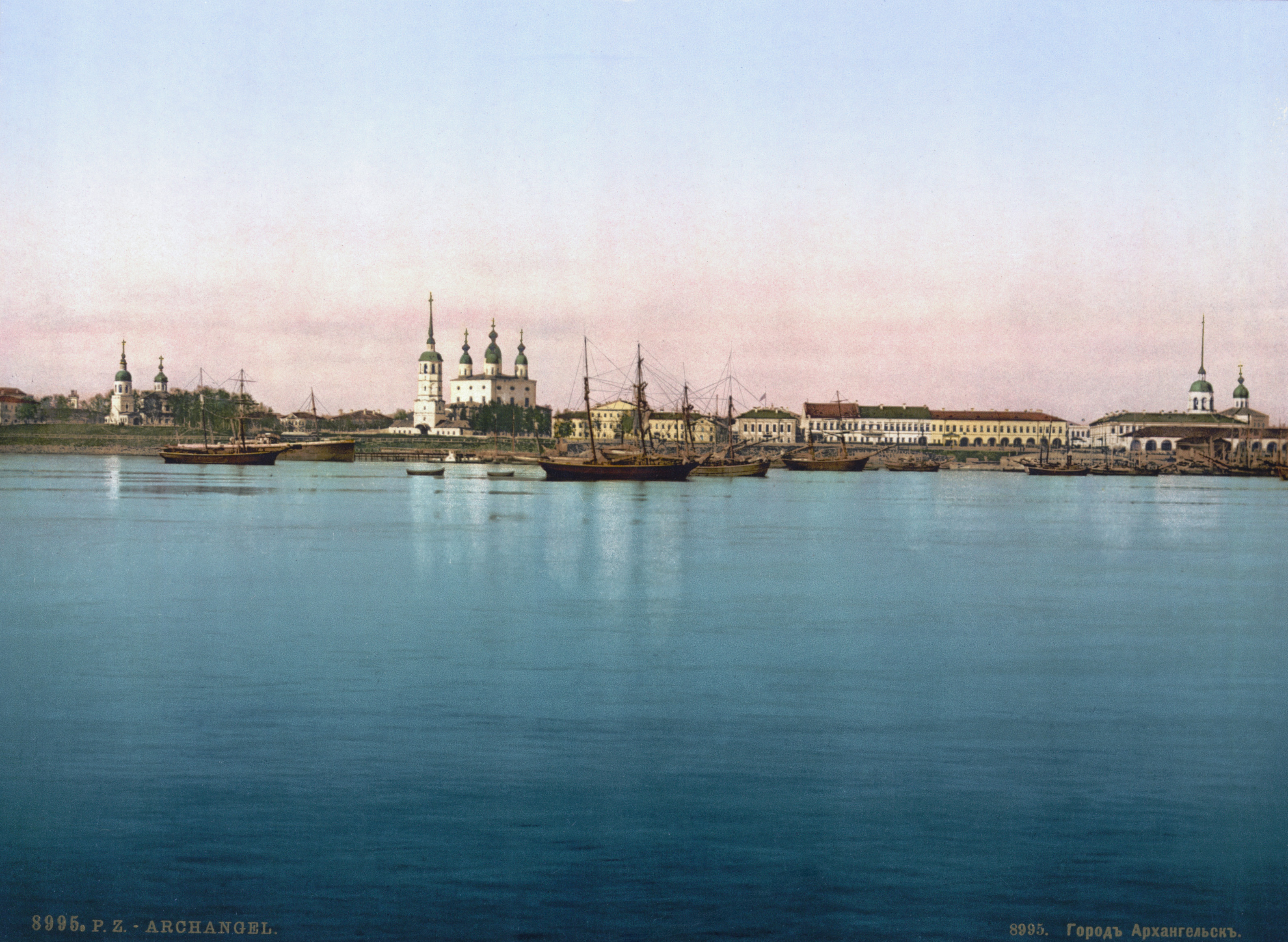
19th-century view of Arkhangelsk
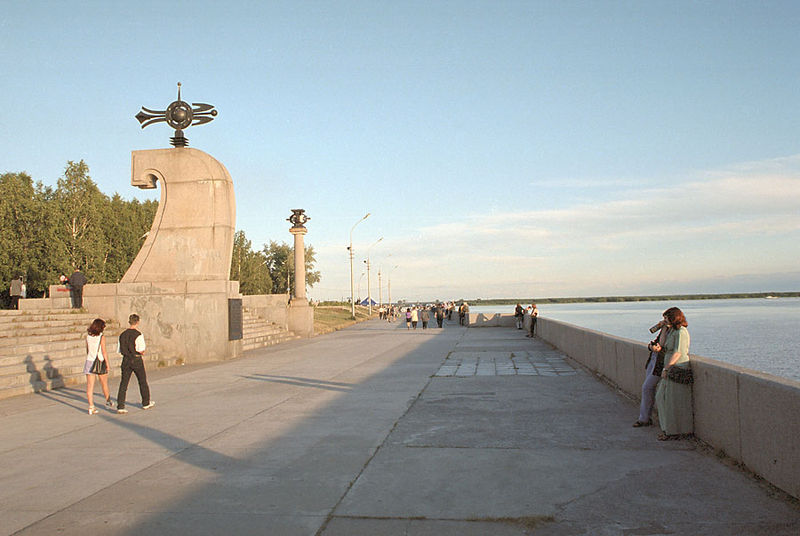
Northern Dvina Quay
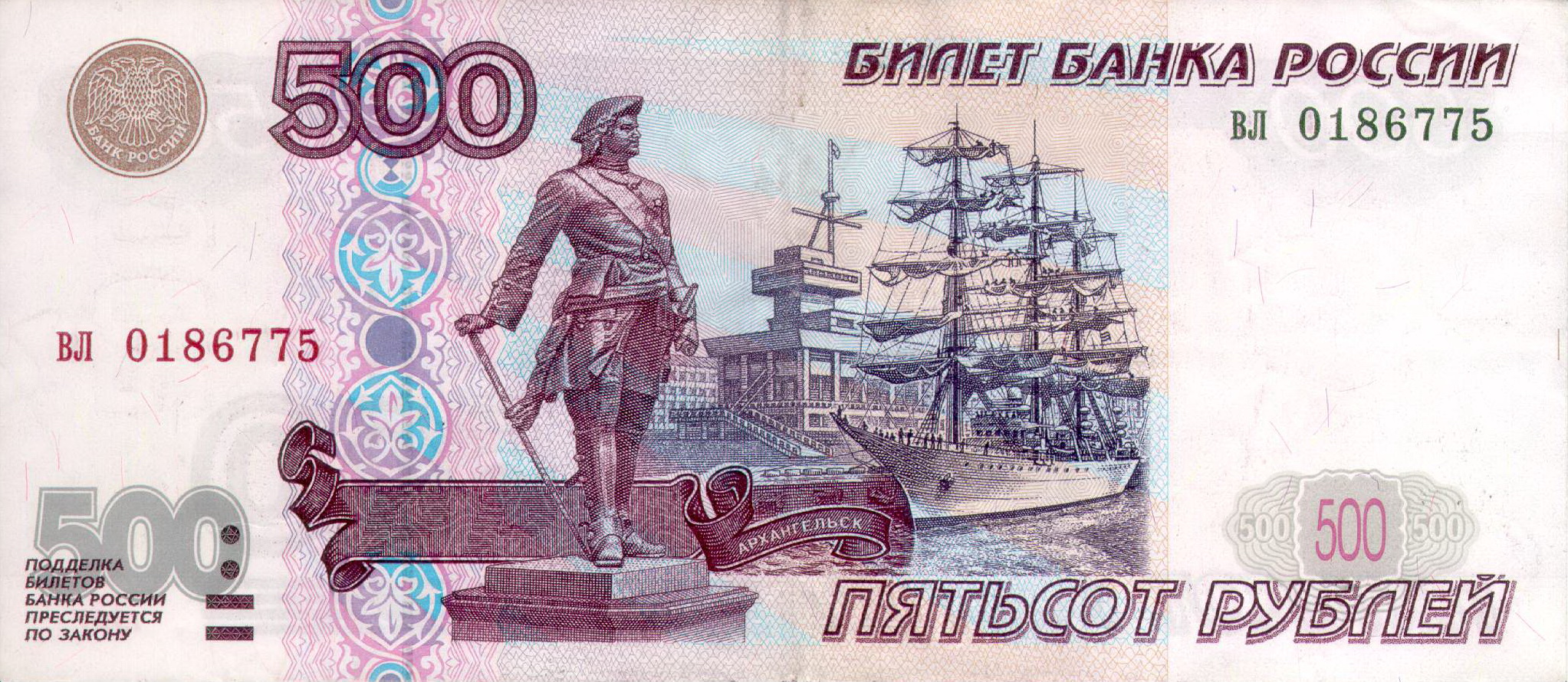
Arkhangelsk's monument to Peter the Great is represented on the 500-rouble banknote
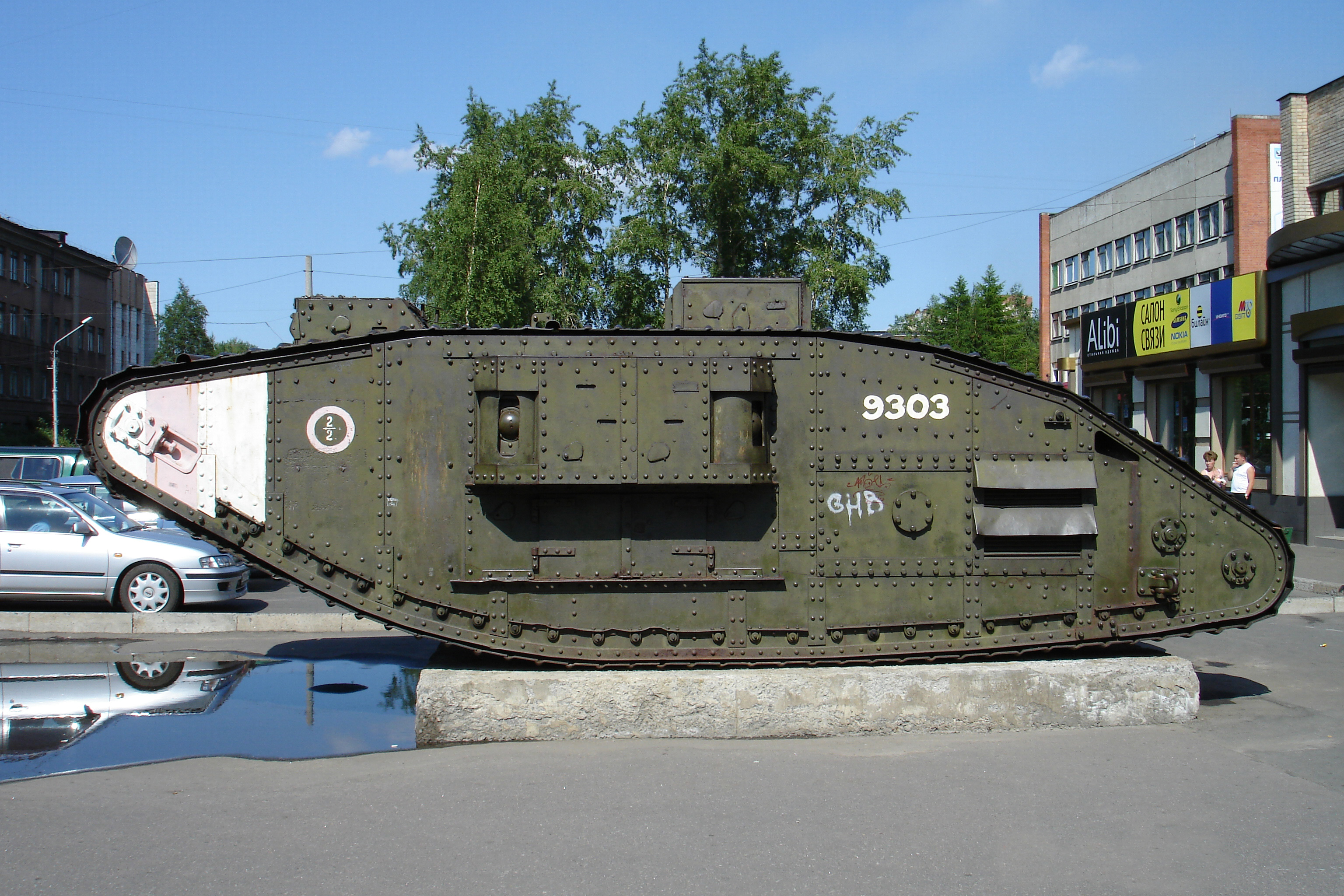
Mark V tank in Arkhangelsk, captured by the RKKA during the British intervention in Russia.
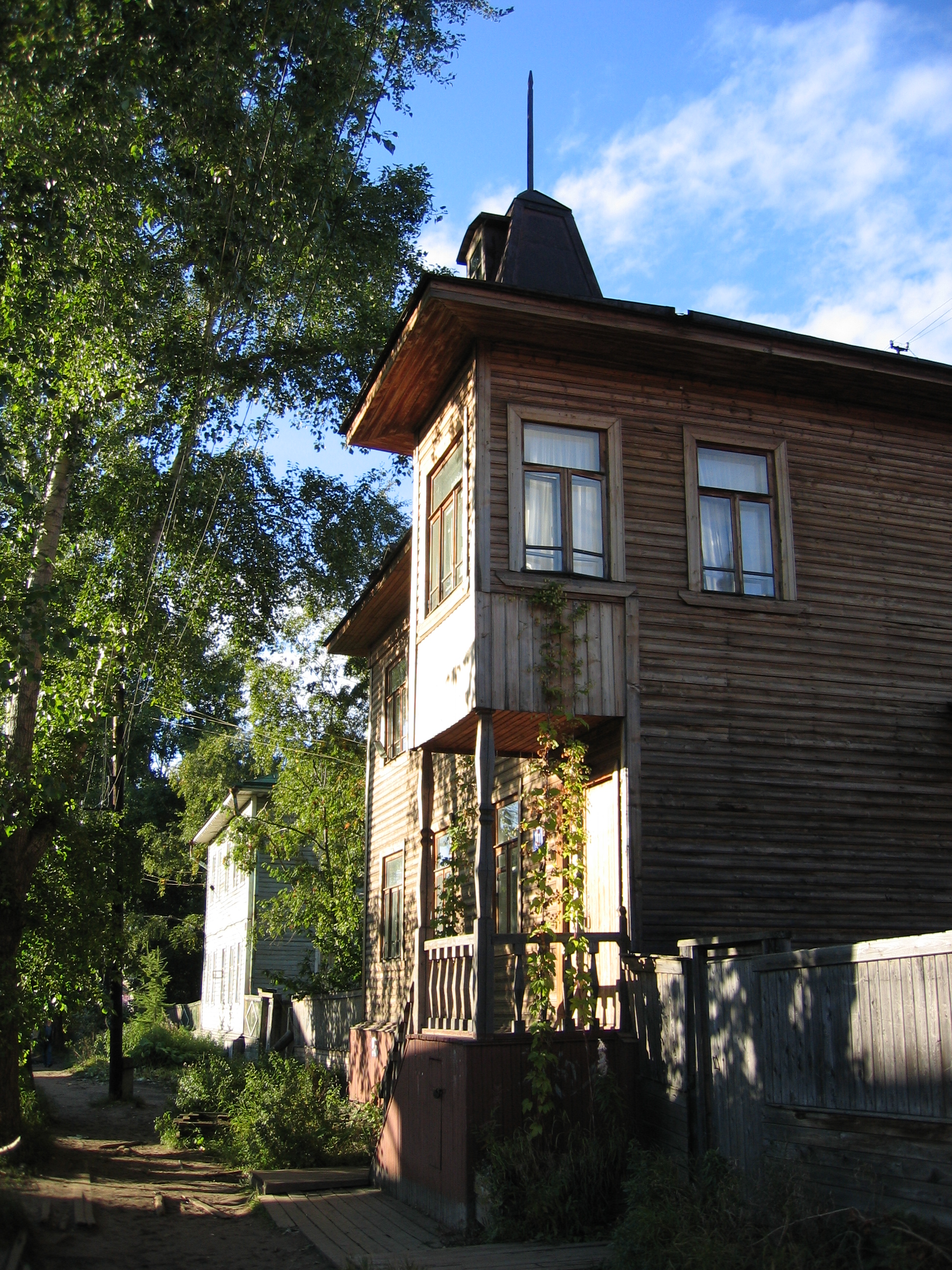
A traditional city manor in a preserved district of Arkhangelsk
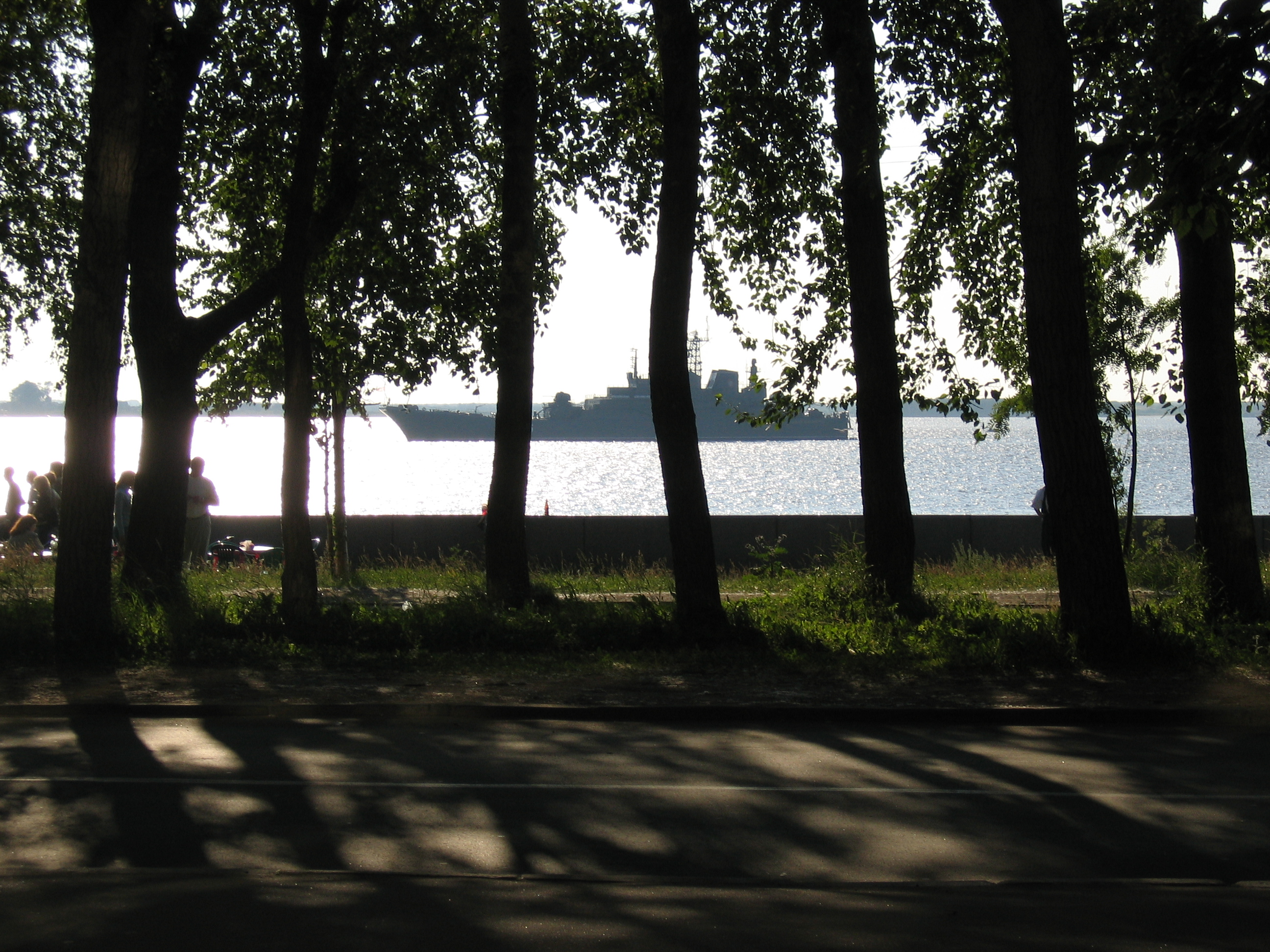
A view on a Russian Navy boat from the embankment of the Northern Dvina river